# Florina
Flórina (grčki: Φλώρινα, makedonski: Лерин, Lerin) je grad na sjeverozapadu grčke periferije Zapadna Makedonija, Florina je i sjedište istoimene prefekture, kao i sjedište mitropolije. 

## Ime
Današnje ime grada Florina  potječe iz vremena Bizanta, kada se ovo mjesto zvalo Chlérinon  (grčki: Χλέρινον), u prijevodu mjesto puno zelenila. Tijekom vremena ime je latinizirano u oblik Florinon  (od Latinski flora, vegetacija) do 18. st. kad se ime promijenilo u oblik Florina. 
Makedonci su pak zadržali ime Lerin, koje je bliže prvobitnom Hlerion.

## Zemljopisni položaj
Grad Florina nalazi se na krajnjem zapadu povijesne pokrajine Egejska Makedonija, na znatnoj nadmorskoj visini od 663 m. Grad leži na južnom obodu doline Pelagonija, na mjestu gdje se iz ove kotline odvaja put ka Prespanskom jezeru. Leži 13 km južnije od granice sa Sjevernom Makedonijom u šumovitoj kotlini. Kroz sam grad protiče rijeka Sakuleva. Grad je okružen visokim planinama, na jugozapadu se uzdiže planina Verno a sa sjeverozapada Baba-Planini (Varnous).
Klima u Florini je zbog nadmorske visine grada i zatvorenosti ovog područja uticajima egejskog mora izrazito kontinetnalna. Nju karakterizira izuzetno toplo ljeto i hladnija zima s čestim snježnim padalinama.

## Povijest
Iako je okolina Florine bila naseljena već za neolita i antike, prvi put se grad Florina spominje za vladavine srpskog Cara Dušana 1334. g. kada je on svojim ukazom proglasio nekog Sfrancesa Palaeologusa komandantom utvrde Hlerenon.
Grad Florina s cijelom okolicom potpao je pod otomansku vlast 1385. g. i ostao pod njom tijekom sljedećih 5 stoljeća. Tijekom ovog razdoblja grad je imao upravnu važnost, tako je u otomanskom defteru za godinu 1481. popisano 243 kuća. Grad i okolina izgubili su grčku osobenost - u gradu su živeli Turci, Grci, Makedonci, Židovi i Vlasi a po okolnim selima najviše (slavenski) Makedonci. 
Krajem 19. i početkom 20. stoljeća Florina je poprište borbi dviju crkava, Grčke (na čelu s Carigradskim patrijarhom) i Bugarske (osnovana 1870.)
Godine 1886., 78,4 % kršćanske populacije iz Florinske kaze (provincije) - dijela Bitoljskog vilajeta - izjasnilo se da se osjeća dijelom Ekumenskog Patriarhata (grčke crkve), a 21,6 % da se osjeća dijelom  Bugarskog Egzarhata, no kod popisa iz 1900. postotak kršćanskog stanovništva koji se izjasnio dijelom grčke crkve pao je na 50,9 % dok su Egzarhisti ( za bugarsku crkvu) narasli na 49,1 %.
Tek 1912. g. nakon I. Balkanskog rata, grad potpada pod vlast suvremene Grčke. Nakon Prvog svjetskog rata i Grčko-Turskog rata, masovno je iseljavano tursko stanovništvo, a doseljavano grčko izbjeglo iz grčkih maloazijskih i crnomorskih kolonija (Smirna, Trabzon). Tijekom Drugog svjetskog rata u logorima i pod represalijama gotovo je istrijebljeno židovsko stanovništvo.
Nakon Drugog svjetskog rata, tijekom Grčkog građanskog rata, grad Florina bio je važno uporište ELAS-a, i NOF-a, tako da je po završetku tog sukoba bila iseljena i većina Makedonaca iz grada. Tako je taj nekada nacionalno i vjerski vrlo mješovit grad postao gotovo isključivo grčki. Posljednjih desetljeća u grad i okolicu uloženo je dosta, osobito u ceste i obrazovanje, ali je i pored toga Florina ostao grad na rubu glavnih tokova života u Grčkoj, što je izazvalo masovno iseljavanje stanovništva, naročito iz okolnih sela.

## Gospodarstvo
Sam grad je sjedište trgovine za čitav taj kraj. Privreda prefekture Florina najviše se oslanja na poljoprivredu i turizam (zimski i ljetni), a i na prirodna bogatstva okoline (stočarstvo, voćarstvo, šumarstvo), pa su razvijeni drvoprerada, tekstilna industrija, planinski turizam i prehrambena industrija. Florina ima i tradiciju kožarskog i krznarskog obrta. 
Tijekom 1950-ih i 1960-ih godina Florinski kraj bio je područje masovnog iseljavanja u veće grčke gradove, ali osobito u Njemačku i prekomorske zemlje (Australija, Kanada).

## Stanovništvo
| Godina | Stanovništvo | Promjena     | Stanovništvo prefekture | Promjena | Gustoća   |
| ------ | ------------ | ------------ | ----------------------- | -------- | --------- |
| 1981.  | 12.573       | -            | -                       | -        | -         |
| 1991.  | 12.355       | -218/-1,73 % | 14.873                  | -        | 98,76/km² |
| 2003.  | -            | -            | 14.318                  | -        | 95,07/km² |

## Kulturne ustanove i znamenitosti
- Florinski Arheološki Muzej
- Florinski Bizantološki Muzej
- Muzej moderne umjetnosti Florina
- Manastir Agios Markos iz bizantinskog doba sjeverno od grada
- Nacionalni park Prespansko jezero

## Poznati stanovnici
- Augoustinos Kantiotes - Metropolit Florine
- Necati Cumalı - Turski književnik i pjesnik
- Sotir Kostov ( Florina 1914.  - Sofija 1992.) bugarski slikar
- George Lianis - bivši PASOK - ov ministar sporta, značajan za promociju i dobivanje  Ljetnih olimpiskih igara u Ateni 2004.
- Pavlos Voskopoulos - kontraverzni čelnik stranke Duga, koji opisuje svoju stranku kao "Političku Stranku makedonske manjine u Grčkoj".
- Andreas Tsipas - komunistički prvak za vrijeme Grčkog građanskog rata

## Vanjske poveznice
- Grad Florina
- Prefektura Florina
- Prezentacija Florine - TEI iz Pireja